# Liste der Kulturdenkmäler in Harscheid (bei Adenau)
In der Liste der Kulturdenkmäler in Harscheid sind alle Kulturdenkmäler der rheinland-pfälzischen Ortsgemeinde Harscheid aufgeführt. Grundlage ist die Denkmalliste des Landes Rheinland-Pfalz (Stand: 12. Juni 2023).

## Einzeldenkmäler
| Bezeichnung                     | Lage                | Baujahr | Beschreibung  | Bild                           |
| ------------------------------- | ------------------- | ------- | ------------- | ------------------------------ |
| Katholische Kapelle St. Donatus | Mittelstraße 4 Lage | 1754    | Saalbau, 1754 | weitere Bilder Fotos hochladen |